# 阿博維揚
40°16′26″N 44°37′32″E / 40.27389°N 44.62556°E

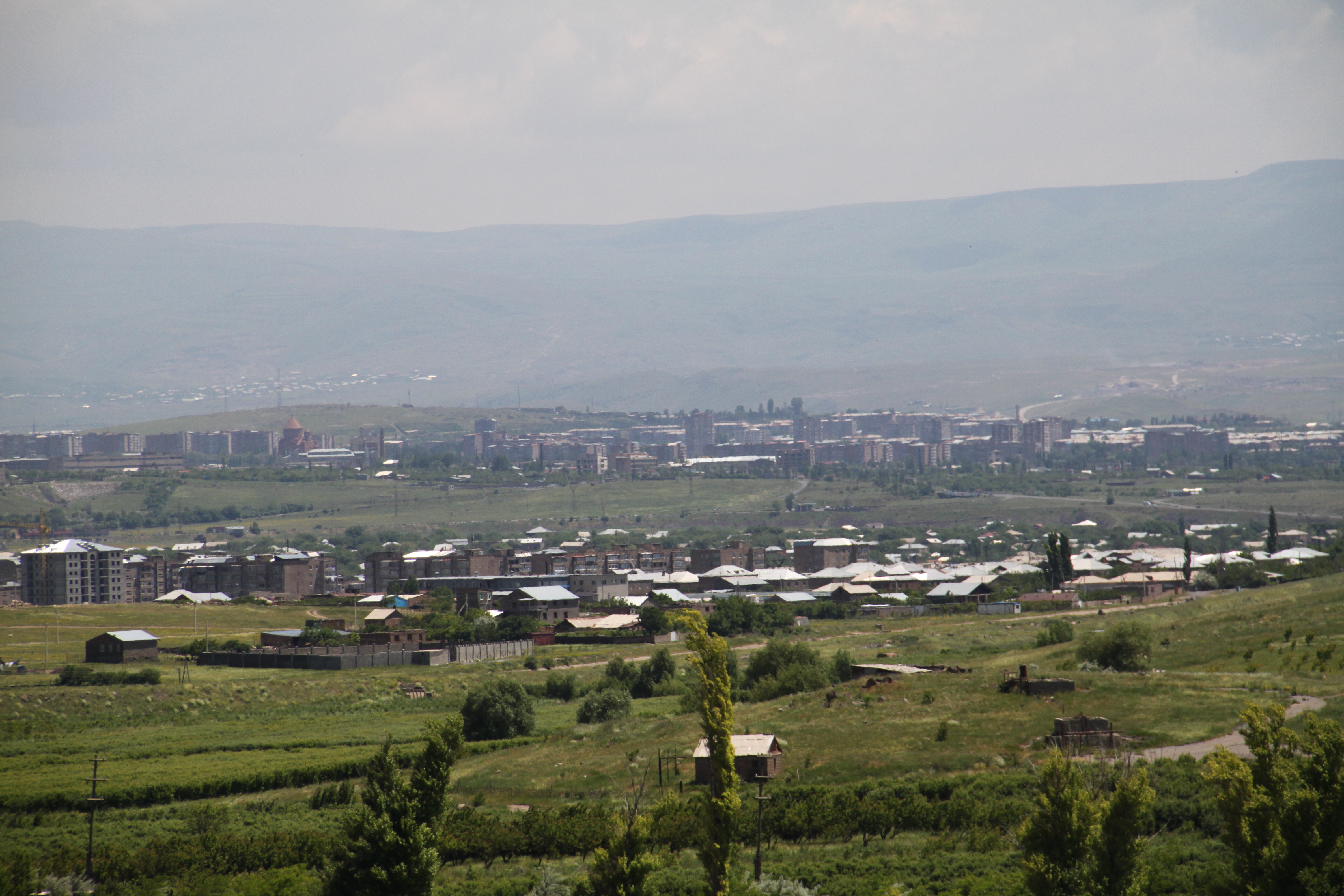

阿波夫揚是亞美尼亞的城市，由科泰克州負責管轄，位於該國中部，距離葉里溫15公里，面積7.08平方公里，海拔高度1,450米，主要經濟活動是製造業，2008年人口45,745。

## 外部連結
- Abovyan city website （页面存档备份，存于）
- Abovyan - Armeniapedia.org （页面存档备份，存于）